# Platycheirus tuvaensis
Platycheirus tuvaensis är en tvåvingeart som beskrevs av Barkalov och Nielsen 2008. Platycheirus tuvaensis ingår i släktet fotblomflugor, och familjen blomflugor.
Artens utbredningsområde är Tuva. Inga underarter finns listade i Catalogue of Life.